# Агитатор (журнал)
«Агитатор» — советский журнал, центральный печатный орган ЦК КПСС, существовавший в 1923—1989 годах.

## История
Основан в 1923 году как печатный орган ЦК РКП(б), МК РКП(б) и Главполитпросвета под названием «Памятка агитатора», с 1925 года носил название «Спутник агитатора».
В 1925—1936 годах издавался в двух вариантах для городской и сельской местности .
В 1956 году ЦК КПСС принял решение о необходимости большего тиража журнала и с этого времени он стал выходить в количестве 300 тысяч экземпляров. А уже в 1969 году выходил 2 раза в месяц тиражом достиг более 1 миллиона экземпляров.
Закрыт в 1989 году по решению ЦК КПСС. Заменить его и журнал «Политическое образование» должен был новый журнал ЦК КПСС «Диалог», который начали издавать с 1990 года.

## Содержание
На страницах журнала осуществлялось освещение вопросов внутренней и внешней политики советского правительства и КПСС, делалось обобщение опыта массово-политической работы, размещались сведения о культурной, политической, экономической жизни в СССР и текущем международном положении, печатались вспомогательные информационные материалы различным учреждениям КПСС и сотрудникам идеологических органов, широко освещались передовые методы труда в сельском хозяйстве и промышленности, читатели получали ответы на вопросы и консультации, публиковались разнообразные критико-библиографические статьи, справочные материалы и списки литературы.